# Giovanni Rosini
Pour les articles homonymes, voir Rosini.
Giovanni Rosini (Lucignano 24 juin 1776 - Pise, 16 mai 1855) est un poète, romancier, dramaturge, essayiste, critique d'art et professeur italien. 

## Biographie
En 1804 il devient professeur d'éloquence à l'Université de Pise. 
Auteur prolifique notamment de poésies et d'essais sur la langue toscane, il est surtout connu pour ses romans historiques : La Religieuse de Monza publié en 1829 est un succès commercial, dont profiteront Luisa Strozzi (4 vol., 1833) et le Comte Ugolino della Gherardesca (1843).
Il a également écrit des drames (Torquato Tasso, 1832).
Enfin, son Histoire de la peinture italienne (7 vol., 1835-1837) fut à l'origine de multiples débats.

## Ouvrages
Poésie
- (it) Prose e versi, Milano, 1826;
- (it) Rime e Prose, Pisa, 1830-32;
- (it) Nuove rime, Pisa, 1842
- (it) Miscellanea di versi e prose, Pisa, 1843.

Roman
- (it) La monaca di Monza, 1929
- (it) Luisa Strozzi, 1833
- (it) Il conte Ugolino della Gherardesca, 1843

Théâtre
- (it) Torquato Tasso, 1832

Critique d'art
- (it) Storia della pittura italiana (7 vol.), 1835-37